# 인문지리학
인문지리학(人文地理學, human geography)은 지리학의 한 분야로, 자연지리학과 함께 계통지리학을 구성한다. 지표에서의 인간 활동에 의한 모든 현상을 기본적으로 자연 환경과 관련하여 이해하고, 나아가 그 현상의 지역적 특성 및 법칙을 연구하는 학문이다.

## 분야
- 경제지리학
- 도시지리학
- 문화지리학
- 사회지리학
- 역사지리학
- 인구지리학
- 정치지리학

## 같이 보기
- 자연지리학
- 정치생태학